# Теплинський Михайло Юрійович
Михайло Юрійович Теплинський (рос. Теплинский Михаил Юрьевич; нар. 9 січня 1969) — воєнний злочинець, генерал-полковник ЗС Росії.
(2023). Вів безпосереднє командування військами РФ проти України.

## Життєпис
Народився у м. Моспине Донецької області Української РСР. Після закінчення середньої школи в 1987 році поступив і в 1991 році закінчив Рязанське повітрянодесантне командне училище імені Ленінського комсомолу.
Служив у 106-й гвардійській повітрянодесантній дивізії, дислокованої в Тулі. Командував парашутно-десантним розвідувальним взводом та розвідротою. У 1992—1993 роках брав участь у війні в Придністров'ї. З грудня 1994 по березень 1995 брав участь у першій чеченській війні.
Відзначився в боях при форсуванні річки Сунжи. Ще перебуваючи в Чечні, отримав підвищення у званні та посаді: став капітаном та начальником розвідки парашутно-десантного полку.
У 1999 закінчив Військову академію імені М. В. Фрунзе, після закінчення академії командував парашутно-десантним батальйоном.
Воював на другій чеченській війні. Переведений в 76-ту гвардійську повітрянодесантну дивізію (м Псков), був начальником штабу та командиром 234-го гвардійського парашутно-десантного полку. У жовтні 2002 року призначений заступником командира 76 ПДД, а з 2003 був її начальником штабу. Гвардії полковник (2002).
У 2007 закінчив Військову академію Генерального штабу збройних сил Російської Федерації.
У червні 2007 призначений начальником 212-го гвардійського окружного навчального Віденського орденів Кутузова і Суворова центру імені Героя Радянського Союзу генерал-лейтенанта І. Н. Руссіянова (Сибірський військовий округ, Читинська область).
З червня 2009 начальник штабу — 1-й заступник командувача 20-ї гвардійської загальновійськової армії Західного військового округу (п. Муліно Нижньогородської області). Гвардії генерал-майор (2012).
З лютого 2013 командувач 36-ї загальновійськової армії Східного військового округу у звані генерал-лейтенанта.

### Війна на сході України
У травні 2015 року призначений на посаду начальника штабу територіальних військ у Південному військовому окрузі.
Указом Президента Російської Федерації 14 березня 2017 року призначений начальником штабу Південного військового округу — першим заступником командувача військами Південного військового округу.
За даними ГУР МОУ, станом на 2017 р., Михайло Теплинський здійснював безпосереднє керівництво російськими окупаційними військами на Сході України.
5 квітня 2019 року призначений начальником штабу — першим заступником командувача військ Центрального військового округу.
Указом Президента Росії від 8 грудня 2021 року № 694 присвоєно звання генерал-полковника.

### Повномасштабне вторгнення Росії в Україну
У червні 2022 року призначений командувачем Повітрянодесантних військ.
В листопаді 2022 року, за даними британської розвідки, командував відведенням російських військ із західного берега Дніпра. Отримав за це схвальні оцінки в Росії.
24 січня 2023 року британська розвідка повідомила, що Михайло Теплінський, ймовірно, був звільнений з посади одного з ключових командувачів російськими військами в Україні. Також залишалося неясним, чи Теплінський на той час досі очолював російські повітрянодесантні війська.
16 квітня 2023 року британська розвідка повідомила, що Теплінського повернули до бойових дій в Україні.
9 липня 2023 року, через кілька тижнів після заколоту Пригожина, британське ЗМІ Daily Mail написало, що Теплинський очолив окупаційні сили в Україні після відсторонення від командування Валерія Герасимова, який зберіг посаду начальника Генштабу.
30 жовтня 2023 року призначений командувачем угруповання військ «Днепр».

## Санкції
21 червня 2018 року доданий до санкційного списку України.
13 грудня 2022 року потрапив під санкції Великої Британії через участь у вторгненні Росії в Україну.
24 лютого 2023 доданий до санкційного списку Нової Зеландії.
25 лютого 2023 року був внесений до списку санкцій усіх країн Євросоюзу.
2 березня 2023 року доданий до санкційного списку Швейцарії.
25 травня 2023 року доданий до санкційного списку Японії.

## Нагороди
- Орден Святого Георгія IV ступеня (2022)[20].
- Орден «За заслуги перед Вітчизною» IV ступеня з мечами (2019),
- Орден Кутузова (2016),
- Орден Мужності (2001),
- Медаль ордена «За заслуги перед Вітчизною» I ступеня з мечами,
- Медаль ордена «За заслуги перед Вітчизною» II ступеня з мечами (2000),
- За мужність і героїзм, проявлені при виконанні спеціального завдання, указом Президента Російської Федерації від 1 березня 1995 старшому лейтенанту Теплінському Михайлу Юрійовичу присвоєно звання Героя Російської Федерації. (01.03.1995)
- Нагороджений орденом Мужності. (1993)

## Сім'я
Одружений. Виховує двох синів і доньку.